# Neil Judd

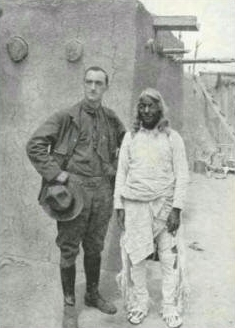
Neil M. Judd y Santiago Nahnjo, gobernador de Pueblo de Santa Clara, alrededor del año 1909

Neil Merton Judd (1887-1976) fue un arqueólogo estadounidense, discípulo del pionero en el estudió del suroeste de Estados Unidos, Edgar Lee Hewett. 
Fue conservador del departamento de arqueología del antiguo Museo Nacional de los Estados Unidos. Se le conoce por el descubrimiento y excavaciones de muchas ruinas del  pueblo amerindio anasazi de las regiones de Four Corners, en especial las zonas ubicadas en el cañón del Chaco, una región situada dentro de la cuenca estructural de San Juan Basin en el noroeste de Nuevo México. Encabezó la primera misión arqueológica enviada por el gobierno federal a cañón del Chaco a fin de realizar las excavaciones de las ruinas de Pueblo Bonito y Pueblo del Arroyo.